# The Coronation (documentário)
A Coroação é um 2018 televisão documentário feito para comemorar o 65º aniversário da coroação de Elizabeth II.
Foi transmitido pela BBC One no Reino Unido em 14 de janeiro de 2018. O documentário também foi ao ar no canal Smithsonian nos Estados Unidos no mesmo dia, e foi mostrado na ABC na Austrália em 4 de fevereiro de 2018. Foi produzido pela Atlantic Productions e distribuído pela FremantleMedia International.
No documentário de uma hora, a rainha Elizabeth II fala abertamente a Alastair Bruce, de Crionaich, comentarista real da Sky News, sobre sua experiência na coroação e algumas das joias da coroa usadas na cerimônia. A rainha nunca foi entrevistada por câmeras, e a troca, que muitas vezes parecia uma entrevista, foi oficialmente descrita como uma "conversa".